# Mohamed Ali Bouleymane
Mohamed Ali Bouleymane, né le 10 mai 1942 et mort le 4 octobre 2021, est un homme politique tunisien.
Il a été maire de Tunis de 1986 à 1988, puis de 1990 à 2000, ainsi que secrétaire d'État auprès du ministre de l'Équipement et de l'Habitat chargé de l'Habitat et de l'Aménagement du territoire de 1988 à 1990.

## Biographie
Diplômé de HEC Paris, Mohamed Ali Bouleymane devient maire de Tunis de 1986 à 1988, avant d'être secrétaire d'État auprès du ministre de l'Équipement et de l'Habitat chargé de l'Habitat et de l'Aménagement du territoire, du 12 avril 1988 au 3 mars 1990. Il redevient maire de Tunis de 1990 à 2000, date à laquelle il est écarté du pouvoir par le président Zine el-Abidine Ben Ali.
Bouleymane a présidé le conseil d'administration de la Société italo-tunisienne d'exploitation pétrolière et dirigé le Groupe chimique tunisien. Il a également été vice-président de la Fédération mondiale des cités unies.
En 2011, il est nommé membre du conseil d'administration de la société pétrolière Candax Energy, occupant aussi le poste de président non-exécutif d'Ecumed Petroleum.
Il meurt le 4 octobre 2021.

## Décorations
- Commandeur de la Légion d'honneur[1].